# 비거도
비거도(鼻居刀)는 조선 전기에 주로 사용된 군함이다. 맹선의 단점을 보완하기 위해 만들어진 배인데, 이 또한 임진왜란 이후 거의 사라졌다. 크기가 작고 속도가 빨라 적군의 추격 등에 주로 이용되었다.

## 같이 보기
- 맹선
- 검선
- 판옥선
- 거북선